# Långsjön (Godegårds socken, Östergötland)
Långsjön är en sjö i Motala kommun i Östergötland och ingår i Motala ströms huvudavrinningsområde. Sjön har en area på 0,0822 kvadratkilometer och ligger 104,2 meter över havet.

## Delavrinningsområde
Långsjön ingår i det delavrinningsområde (651212-147056) som SMHI kallar för Mynnar i Hättorpsån. Medelhöjden är 108 meter över havet och ytan är 56,51 kvadratkilometer. Det finns inga avrinningsområden uppströms utan avrinningsområdet är högsta punkten. Ängstuguån som avvattnar avrinningsområdet har biflödesordning 4, vilket innebär att vattnet flödar genom totalt 4 vattendrag innan det når havet efter 72 kilometer. Avrinningsområdet består mestadels av skog (68 procent) och jordbruk (21 procent). Avrinningsområdet har 0,27 kvadratkilometer vattenytor vilket ger det en sjöprocent på 0,5 procent. Bebyggelsen i området täcker en yta av 0,43 kvadratkilometer eller 1 procent av avrinningsområdet.